# کوله‌سرمرگان
کوله‌سرمیرگان یا سرمرگان به کُردی (که‌ۆڵەی سه‌رمێرگان) روستایی از توابع بخش خلیفان شهرستان مهاباد در استان آذربایجان غربی ایران است.
این روستا از نظر جغرافیایی، بسیار مکانی پر از تنوع زیستی برخوردار هست، میتوان گفت روستایی سرسبز با مراتع زیاد، امکان دامپروری و کشاورزی را آسان کرده و مردم این روستا می‌توانند استفاده کنند و بهره ببرند. مخصوصا در فصل بهار، سرسبزی و طبیعت این روستا جانی تازه برای مردم روستا، حتی گردشگران و کوهنوردان می‌بخشد. 

## جمعیت
این روستا در دهستان منگور شرقی قرار دارد و براساس سرشماری مرکز آمار ایران در سال ۱۳۸۵، جمعیت آن زیر سه خانوار بوده‌است.
اکنون روستای کوله سرمیرگان بیش از پنج خانوار است. و سال به سال بیشتر میشود.
زمان دولت قاجار که ارباب و رعیتی بود، این روستا بیش از پانزده خانوار بود. وقتی که نظام فئودالی برکنار شد، ساکنانش فقط ایل خودشان بودند.
بنابراین، مردم این روستا همه سادات هستند از نسل ارباب (آغا) روستای کوله سرمیرگان. طبق سر شماری سال ۱۳۹۵ (خورشیدی) جمعیت این روستا ۲۴ نفر است. اکنون ممکن است بیشتر هم باشد.